# 关于解决乌克兰政治危机的协议
《關於解決烏克蘭政治危機的協議》，是一套旨在和平結束迈丹革命的文件，於 2014年2月21日在歐盟及俄羅斯的斡旋下，由時任烏克蘭總統維克托·亞努科維奇與烏克蘭議會反對派領導人簽署。
該協議的簽署旨在減少在基輔的迈丹起义中的流血事件，它在革命期間變得更加暴力，導致100多人死亡，並結束由示威引起的政治危機，該危機始於2013年11月，烏克蘭當局決定暫停與歐盟簽署聯合協定的進程。

## 內容
烏克蘭總統維克托·亞努科維奇與反對派領導人維塔利·克里琴科（烏克蘭民主改革聯盟）、阿爾謝尼·亞采紐克（全烏克蘭聯盟“祖國”）和奧列赫·蒂亞尼博克（自由聯盟）簽署了解決政治危機的協議，並由德國和波蘭外交部長弗蘭克-瓦爾特·施泰因邁爾和拉多斯瓦夫·西科爾斯基以及法國外交部歐洲大陸司司長埃里克·富尼耶共同主持。但俄羅斯聯邦總統特別代表參與談判的弗拉基米爾盧金拒絕在協議下簽字。
該協議規定恢復2004年憲法，即恢復議會-總統形式的政府，在2014年底前提前舉行總統選舉，並組建“國民信任政府”。它還規定安全部隊從基輔市中心撤出，反對派停止暴力和交出武器。

## 結局
該協議雖然由各方簽署，但並沒有持續多久，因為亞努科維奇在權宜不久後逃往俄羅斯，莫斯科還派兵進入烏克蘭，民情激憤下導致迈丹革命取得成功。不過總的來說，協議爲垮台後重新穩定烏克蘭政局鋪平道路。